# Elevskyddsombud
Elevskyddsombud är elevernas representanter i skolans arbetsmiljöarbete.

## Rättigheter och skyldigheter
Elevskyddsombuden är representanter för elever och ska tillsammans med andra på skolan arbeta för bättre arbetsmiljö ur ett elevperspektiv. Elevskyddsombuden väljs av eleverna för att på bästa sätt representera dem i skolans arbete för att förbättra arbetsmiljön. Det finns dock inga uttalade krav på elevskyddsombuden, men de har rätt till mycket. 
Många olika föreskrifter och styrdokument om elevskyddsombud och skolans arbetsmiljö finns, bland annat delar av  arbetsmiljölagen, arbetsmiljöförordningen, läroplanerna och så vidare.  Enligt arbetsmiljölagen har elever i högstadium, gymnasium och vuxenutbildning (inklusive särskolor) rätt att utse elevskyddsombud som ska arbeta med såväl fysisk som psykosocial arbetsmiljö. Elevskyddsombuden ska få den utbildning som krävs för deras uppdrag, och det är rektorn som ansvarar för att de får all kunskap de behöver för att vara bra representanter. Alla elevskyddsombud har även rätt att få den utbildning som krävs för att de exempelvis ska kunna delta på skyddsronder och i möten. Elevskyddsombuden ska även få information som kan vara intressant för deras uppdrag. Arbetsmiljöverket fastslår även i Arbetsmiljöverkets föreskrifter om systematiskt arbetsmiljöarbete (AFS 2001:1) att elevskyddsombud i de flesta hänseenden ska likställas med arbetstagare. 
Elevskyddsombuden har även rätt att delta i skolans skyddskommitté. Gymnasieelever som har uppdrag som elevskyddsombud har även rätt att få kompensationsundervisning för undervisning de gått miste om på grund av sitt uppdrag. De flesta elevskyddsombud söker dock konkret information om skolans arbetsmiljö som besvarar frågor som 'Hur många toaletter ska det finnas?' och 'Hur hög får ljudnivån vara i matsalen?'. Svaren på dessa och likanande frågor finns i Arbetsmiljöverkets föreskrifter som finns på AV föreskrifter
Elevskyddsombuden samarbetar på många skolor med skyddsombuden för de anställda (lärare, bespisningspersonal, skolhälsan och så vidare) för att tillsammans skapa den bästa möjliga arbetsmiljön på skolan.